# Saweli Wiktorowitsch Kramarow

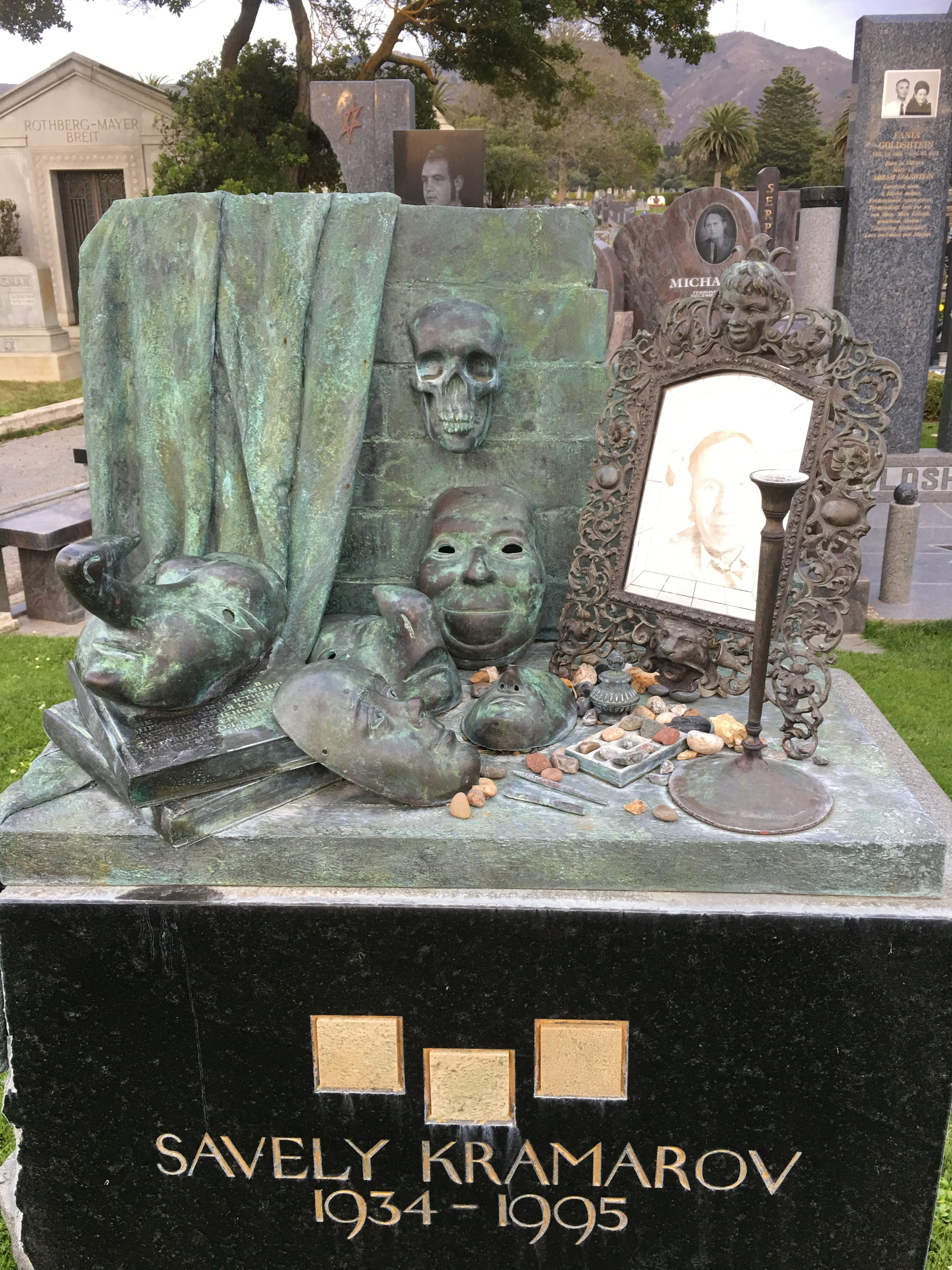
Grab von Saweli Kramarow in Colma, CA

Saweli Wiktorowitsch Kramarow (russisch Саве́лий Ви́кторович Кра́маров; englisch Savely Kramarov; * 13. Oktober 1934 in Moskau, RSFSR, Sowjetunion; † 6. Juni 1995 in San Francisco, Kalifornien, USA) war ein sowjetisch-amerikanischer Filmschauspieler sowie Verdienter Künstler der RSFSR (1974).

## Biografie
Saweli Wiktorowitsch Kramarow wurde am 13. Oktober 1934 im Moskauer Stadtteil Baumanskij in eine jüdische Familie, die am Rauschskaja-Damm, Hausnummer 4, Zimmer Nr. 149 lebte, geboren.
Sein Vater, Wiktor Saweljewitsch Kramarow (1900–1951), welcher ursprünglich aus Tscherkassy stammte, war Absolvent der juristischen Fakultät des Kiewer Instituts für Volkswirtschaft (1924) und wurde nach seinem Abschluss in die Moskauer Anwaltskammer als Verteidiger aufgenommen. Ferner diente dieser ab 1931 als Rechtsberater in der nach M. I. Kalinin benannten Fayence-Fabrik. 1938 wurde Wiktor Kramarow vom NKWD wegen antisowjetischer Agitation verhaftet und am 14. März desselben Jahres zu 8 Jahren Arbeitslager verurteilt. Nach seiner Entlassung aus dem USVITLAG am 13. März 1946 wurde er nach der ersten Inhaftierung in die damalige Siedlung Barnaul, und später nach dann nach Bijsk geschicht, wo er als Rechtsberater im Getreideernteamt „Zagotzerno“ arbeitete. 1949 wurde Wiktor Sajweljewitsch erneut festgenommen und am 18. Juli 1950 „wegen Mitgliedschaft in einer sozialrevolutionären menschewistischen Organisation“ für 5 Jahre nach Turuchansk verbannt, wo er als Straßenreiniger arbeitete. Knapp ein Jahr später beging Wiktor Saweljewitsch Kramarov am 28. März 1951 Selbstmord.
Sawelis Mutter, Benedikta (genannt Basja) Solomonowna Woltschek (1910–1950), gebürtig aus Charkow, starb an Krebs, als ihr Sohn 16 Jahre alt war. Er wurde daraufhin von seinem Onkel Leopold (Leonid) Solomonowitsch Woltschek (1898–1982) betreut, während seine ältere Schwester Tatjana (1930-2007?) zum Onkel ihres Vaters, Abe Saweljewitsch Kramarow (1910-?) – nach Lemberg zog.
Nach der Schule versuchte Kramarow, an der Schtschukin-Theaterhochschule eine Ausbildung zum Schauspieler anzufangen, wurde jedoch nicht aufgenommen, da man in ihm kein Talent für den Beruf des Schauspielers erkannte. Um dennoch seine Ausbildung fortzusetzen, begann er ein Studium der Forsttechnik an der Fakultät für Landschaftsbau am nach Nikolai Ernestowitsch Bauman benannten Moskauer Institut für Forsttechnik ein. Während seines Studiums am Institut trat er 1954 in das Theateratelier „Perwyj Schag“ des Moskauer Zentralen Hauses der Künstler ein.
Nach seinem Abschluss am Institut im Jahr 1958 arbeitete Kramarow einige Zeit als Forsttechniker. Beschloss jedoch seinen Job zu kündigen, und schickte seine Fotos und Bewerbungen an alle Filmstudios des Landes, woraufhin er auf einen seiner Briefe eine Zusage erhielt. Dies war der Beginn seiner Schauspielkarriere. Seinen ersten Erfolg als Schauspieler verzeichnete er im Film Flüchtige Rächer (OT: Неуловимые мстители).
1967 wurde er eingeladen, im Miniaturtheater zu arbeiten. Kramarow spielte viele Filmrollen und war Anfang der 1970er Jahre einer der beliebtesten Komiker des Landes.
So spielte er 1968 die Rolle des Peter in der sowjetischen Musikfilmkomödie Trembita (OT: Трембита), dem Kassenschlager von 1969. 1971 spielte Saweli in seiner berühmtesten Rolle – Kossoj im Film Gentlemen der Erfolge (OT: Джентльмены удачи), wonach seine Popularität stark zunahm und er viele weitere Rollen in Filmen angeboten bekam. Teilweise waren es sogar so viele, dass der Schauspieler begann, einige seiner Meinung nach unwürdige Einladungen abzulehnen. Jedoch bereute er diese Vorgehensweise, nachdem er die Rolle des Rotarmisten Petrucha im Film Weiße Sonne der Wüste (OT: Белое солнце пустыни) abgelehnt hatte.
1972 trat er in die Schauspielabteilung vom GITIS ein. Wurde jedoch nach seinem Abschluss am GITIS nie in die Truppe eines sowjetischen Theaters aufgenommen. Während seiner Zeit am GITIS lernte Kramarow seine erste Frau kennen, die Schauspielkameradin Ljudmilla. Jedoch hielt ihre Ehe nicht lange. Seine zweite große Liebe war die Architektin Maria Schatinskaja, mit der er zwar nicht verheiratet, jedoch dreizehn Jahre gelebt hatte. Später erzählte sie, dass sie Saweli besonders wegen seiner Reinheit und Naivität, seiner Hingabe an das, was er liebte, mochte. Außerdem war Schatinskaja von Kramarows gesunden Lebensstil begeistert, da er weder Alkohol trank, noch rauchte.
Im sowjetischen Kino wurde Kramarow zu einer Ikone des sowjetischen Humors. Das törichte Aussehen war für ihn Fluch und Segen zugleich; Sobald sein Gesicht auf dem Bildschirm erschien, war der Zuschauer bereit zu lachen. 1974 wurde ihm für seine Leistungen als Schauspieler der Ehrentitel Verdienter Künstler der RSFSR verliehen.

## Auswanderung in die USA
Kramarows größtenteils ausländischer Freundeskreis und sein nach Israel emigrierter Onkel machten den Schauspieler zu einem Mann mit zweifelhaften Verbindungen für die Geheimdienste der Sowjetunion, was seinem Karriereende gleichkam. Außerdem begann er immer gesundheitsfixierter zu werden und fand auch zum Glauben, besuchte die Synagoge und lehnte es ab, am Sabbat Rollen zu spielen.
So bekam Kramarow im Laufe der Jahre immer weniger Rollen, bis hin zu dem Umstand, dass er die letzten drei Jahre vor der Abreise keine Rollen mehr angeboten bekam.
Der Schauspieler beantragte die Auswanderung nach Israel und argumentierte, dass sich dort die einzige ihm familiär nahestehende Person – sein Onkel Aba Saveljewitsch Kramarow befindet.
Jedoch wurde Kramarow die Erlaubnis die UdSSR zu verlassen, nicht erteilt. Dies wurde vor allem mit seiner Schauspielkarriere begründet, da er zu dem Zeitpunkt bereits in mehr als vierzig Filmen mitgespielt hatte und eine Emigration aus der Sowjetunion zu einem Verbot der Filme, in denen Kramarow mitgespielt hatte, führen würde.
Der Schauspieler konnte von dem Zeitpunkt an weder das Land verlassen, noch als Schauspieler arbeiten, da ihm aufgrund des Spionageverdachtes keine Rollen mehr angeboten wurden. 1981 schrieb er zusammen mit dem Schauspieler Alexander Lewenbuk einen Brief mit dem Titel „As an artist to an artist“ an US-Präsident Ronald Reagan, in dem er offen sein Schicksal beklagte. Der Brief wurde daraufhin mehrmals im Radiosender Voice of America vorgelesen.
Infolge der Resonanz des Briefes wurde Kramarow am 31. Oktober 1981 die Erlaubnis erteilt, die Sowjetunion mit den nötigen Dokumenten zu verlassen um nach Israel zu emigrieren. Jedoch gelang Kramarow nur der Weg bis nach Wien, da die diplomatischen Beziehungen zwischen der UdSSR und Israel seit 1967 angespannt waren und es für den Schauspieler keine direkte Möglichkeit gab nach Israel zu reisen. In Wien traf ihn der Impresario Wiktor Schulman, der für ihn Tourneen in Europa, den USA Australien, Israel und Japan organisierte.
In den USA ließ er sich schließlich mit seinem alten Freund Ilja Baskin, mit dem er 1972–1973 in der Serie Große Pause (OT: Большая перемена) spielte, in Los Angeles nieder. Einige Zeit lebte Kramarow bei Baskin, mietete sich jedoch nachdem er seine Schauspielkarriere in den USA fortsetzen konnte eine er eine Wohnung in der Nähe. Knapp ein Jahr später spielten sie zusammen in dem Drama Moscow on the Hudson, wo er die Rolle des KGB-Agenten Boris spielte. Im Finale des Films erschien Boris auf dem Bildschirm hinter einem Hot-Dog-Stand; Diese Szene führte dazu, dass man Kramarow in der Heimat anfing als Hot-Dog-Verkäufer zu bezeichnen.
Auf Anregung von Robin Williams bekam Kramarow in der amerikanischen Presse den Spitznamen „sowjetischer Jerry Lewis“. Während dieser Zeit hatte der Schauspieler noch mit Problemen der Sprachkenntnis zu kämpfen.
Bald darauf spielte er in dem Film 2010: The Year We Make Contact mit, in dem er die Rolle des sowjetischen Kosmonauten Wladimir Rudenko übernahm. Während dieser Rolle wurde von Kramarow eine karikative Darstellungsform verlangt, dem er sich jedoch mit der Argumentation, dass in der UdSSR nur mutige und gebildete Menschen Kosmonauten, aber keine Idioten werden können, widersetzte.
Seine nächsten großen Rollen hatte er in Filmen Armed and Dangerous, Morgan Stewart’s Coming Home und Red Heat. Der Schauspieler trat parallel dem Screen Actors Guild bei, was für Ausländer einen großen Erfolg darstellte. Durch seine Mitgliedschaft bekam einen eigenen Agenten. Wie auch in der UdSSR wurde sein Auftritt am Set mit einem freundlichen Lächeln beantwortet. Letztendlich gelang es Saweli Wiktorowitsch durch seine schauspielerischen Leistungen, ein Haus in Santa Monica an der Pazifikküste zu kaufen.
1992 kam der Schauspieler als Ehrengast des Filmfestivals Kinotawr erstmals wieder nach Russland. 1994 reiste Kramarow, ein Jahr vor seinem Tod, das zweite und gleichzeitig letzte Mal nach dem Zerfall der Sowjetunion, nach Russland.

## Krankheit und Tod
Der Schauspieler war bereit, Hauptrollen in den USA zu spielen und würde auch bald eine solche Gelegenheit bekommen: Er wurde für eine Rolle in einem der Filme ohne vorherige Proben zugelassen, wurde jedoch bei einer allgemeinen ärztlichen Untersuchung mit der Diagnose Krebs konfrontiert. Kramarow hatte Angst vor dem Tod und vor allem Angst vor Krebs. Er achtete sehr auf seine Gesundheit – fastete und beschäftigte sich verschärft mit der Reinigung des Körpers. Zudem ernährte er sich gesund, joggte und schwamm regelmäßig, außerdem trank er wie schon in der Sowjetunion keinen Alkohol.
Im Januar 1995 verstärkten sich bei Kramarow Schmerzen in der linken Brusthälfte. Der Schauspieler haderte kurzzeitig mit sich und ging nach einigen Tagen zum Arzt. Worauf bei ihm Darmkrebs diagnostiziert wurde. Am 2. Februar 1995 wurde dem Schauspieler ein Tumor entfernt; gleichzeitig unterzog er sich einer großen Chemotherapie, die sich negativ auf seinen Körper auswirkte. So kam es bei einer Bauchoperation zu Komplikationen, wonach sich beim Schauspieler eine Endokarditis manifestierte. Es kam zu einer Thrombose, dann einem Schlaganfall – der Kampf um sein Leben begann, doch die Medizin erwies sich als machtlos.
Er starb am 6. Juni 1995 im Alter von 61 Jahren in einer Klinik in San Francisco an einem zweiten Schlaganfall. Kramarow wurde auf dem Jewish Memorial Cemetery Hills of Eternity Cemetery in der Stadt Colma im San Mateo County in der Nähe von San Francisco beigesetzt. Am 12. Oktober 1997 wurde auf dem Grab ein Denkmal errichtet, das von Mikhail Shemjakin und Wjatscheslaw Bukhajew geschaffen wurde.

## Privatleben
Sawelis Großvater und Großmutter väterlicherseits, die in Tscherkassy lebten, hießen Schejlik und Wykhna Kramarow.
Ein Onkel des Schauspielers war der Front gefallene Nison Schelikowitsch (Saweljewitsch) Kramarow (1907–1941).
Ein weiter Onkel Sawelis war Pawel Solomonowitsch Woltschok (auch Woltschek, 1912–2006) leitete Architektengruppen an den Wohnungsinstituten Zentrogiproschachtostroy und dem Zentralen Forschungs- und Entwurfsinstitut für Wohn- und öffentliche Gebäude in Moskau. Woltschek war zudem Verdienter Architekt der RSFSR und Absolvent des Moskauer Architektur-Instituts (1936), sowie Teilnehmer am Großen Vaterländischen Krieg, weshalb er mit dem Orden des Roten Sterns ausgezeichnet wurde und den Rang eines Kapitäns a. D bekleidete.
Saweli hatte einen Cousin; Juri Woltschok (1943–2020), dieser war Kunstkritiker, leitender Forscher und Professor an der Abteilung für sowjetische und moderne ausländische Architektur am Moskauer Architekturinstitut.
Offiziell war Savelij Kramarow dreimal verheiratet:
Die erste Frau war seine Studienkameradin Ljudmila, welche er vom GITIS kannte. Dann traf er sich mit Maria Schatinskaja, einer Architektin mit der Kramarow dreizehn Jahre zusammenlebte. Ihre Tochter starb im Säuglingsalter. Anschließend erinnerte er sich an Maria und erzählte, dass sie eine heilige Frau sei und dass er vor ihr sehr schuldig sei
1986, nach seiner Emigration, heiratete er ein zweites Mal, seine Frau Faina (genannt Marina) Sborowskaja brachte eine Tochter zur Welt, die nach Kramarows Mutter – Basja (englisch: Batia Beverly „Basika“ Kramarow, verheiratete Heller, * 1988) benannt wurde. Ein Jahr nach ihrer Geburt verließ Marina Los Angeles mit ihrer Tochter und zog nach Las Vegas. Die Tochter war einst im Modelgeschäft tätig und heute Buchhalterin.
Die letzte Frau mit der Kramarow verheiratet war, war Natalja Siradsche welche 21 Jahre jünger als Kramarow war. Sie heirateten im Oktober 1994, wonach Kramarov bis zu seinem Tod knapp sechs Monate später bei ihr lebte.
In Moskau lebte er vor seiner Emigration in die Vereinigten Staaten in der 1. Hutorskaja-Ulitsa, Haus 9/55, Geb. 21 (jetzt – Haus 8, Gebäude 2), in der 2. Messchtschanskaja-Ulitsa, in der Bolschaja Potschtowayja Ulitsa, 18/2, sowie in der Mikhalkowskaja Ulitsa, 16.

## Filmografie (Auswahl)
- 1964 Das Märchen von der verlorenen Zeit – Wasja
- 1967 Sterne an den Mützen – Sawa
- 1969 Gentlemen der Erfolge – Fjodor Jermakow (Kossoj)
- 1973 Der Hirsch mit dem goldenen Geweih – Dieb
- 1973 Eta wesjolaja planeta – Erfinder Prokhor „Perpetuum mobile“
- 1973 Iwan Wassiljewitsch wechselt den Beruf – Feofan
- 1977 Mimino – Der Angeklagte „mit den hübschen Augen“
- 1983 Moscow on the Hudson – Boris
- 1984 2010: Das Jahr, in dem wir Kontakt aufnehmen – Kosmonaut Wladimir Rodenko
- 1984 Ein Colt für alle Fälle – Taxifahrer
- 1986 Zwei unter Volldampf – Olaf, Mitarbeiter des Sicherheitsdienstes
- 1988 Red Heat – Gregorij Masurskij, sowjetischer Beamter
- 1989 Tango und Cash – Autobesitzer
- 1994 Perfect Love Affair – Russischer Seemann

## Auszeichnungen und Ehrungen
- Verdienter Künstler der RSFSR (1974)